# 日下太平
日下 太平（くさか たいへい、1999年11月8日 - ）は、ラグビーユニオンの選手。

## 来歴
神奈川県鎌倉市出身。3歳からラグビーを始めた。
関東学院六浦高校に入学するも、1年で中退してクライストチャーチボーイズ高校に入学した。
2018年、クライストチャーチボーイズ高校卒業後、神戸製鋼コベルコスティーラーズに加入。同年、ジュニア・ジャパンに選ばれ、ワールドラグビーパシフィックチャレンジに出場した。
2022年2月6日に行われたJAPAN RUGBY LEAGUE ONE第5節グリーンロケッツ東葛戦にて途中出場で公式戦初出場を果たした。
2024年、ニュージーランド州代表チームであるマナワツ・ターボスに加入。
2025年6月、コベルコ神戸スティーラーズを退団。